# Osztóösszegfüggvény

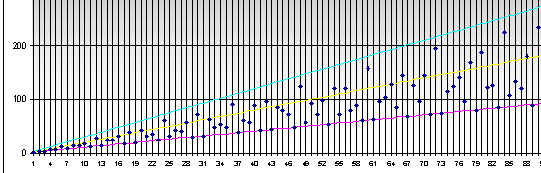
A szigmafüggvény grafikonja (pontdiagramja n=250-ig, kék színnel), nagyságrendi referenciaként feltüntetve az y=n+1 (lila), az y=2n (sárga) és az y=3n (világoskék) egyeneseket is.

A számelméletben általában σ(n)-nel jelölt osztóösszeg-függvény avagy szigmafüggvény a természetes számok halmazán értelmezett számelméleti függvény, melynek értéke az argumentum osztóinak összege (az 1-et és magát a független változóként vett számot is beleértve). Képlete tehát
{\displaystyle \mathbb {N} \rightarrow \mathbb {N} ;\ \sigma (n)\ :=\ \sum _{\begin{matrix}{d|n}\\{1\leq d\leq n}\end{matrix}}d}.
Például σ(12) = 1 + 2 + 3 + 4 + 6 + 12 = 28; különleges (elfajult) esetekként σ(0) = 0; σ(1) = 1. További példákat lásd lentebb.
Az osztóösszeg-, latinul summis divisorum-függvény, ∫ n-nel jelölve, már Leonhard Euler egy 1750–60-as évek-as években írt dolgozatában is szerepelt, a rá vonatkozó kanonikus képlettel együtt.

## Értékei kis számokra
| n    | 1   | 2   | 3   | 4   | 5   | 6   | 7   | 8   | 9  | 10  | 11  | 12  | 13  | 14  | 15  | 16  | 17 | 18  | 19  | 20  |
| σ(n) | 1   | 3   | 4   | 7   | 6   | 12  | 8   | 15  | 13 | 18  | 12  | 28  | 14  | 24  | 24  | 31  | 18 | 39  | 20  | 42  |
| n    | 21  | 22  | 23  | 24  | 25  | 26  | 27  | 28  | 29 | 30  | 31  | 32  | 33  | 34  | 35  | 36  | 37 | 38  | 39  | 40  |
| σ(n) | 32  | 36  | 24  | 60  | 31  | 42  | 40  | 56  | 30 | 72  | 32  | 63  | 48  | 54  | 48  | 91  | 38 | 60  | 56  | 90  |
| n    | 41  | 42  | 43  | 44  | 45  | 46  | 47  | 48  | 49 | 50  | 51  | 52  | 53  | 54  | 55  | 56  | 57 | 58  | 59  | 60  |
| σ(n) | 42  | 96  | 44  | 84  | 78  | 72  | 48  | 124 | 57 | 93  | 72  | 98  | 54  | 120 | 72  | 120 | 80 | 90  | 60  | 168 |
| n    | 61  | 62  | 63  | 64  | 65  | 66  | 67  | 68  | 69 | 70  | 71  | 72  | 73  | 74  | 75  | 76  | 77 | 78  | 79  | 80  |
| σ(n) | 62  | 96  | 104 | 127 | 84  | 144 | 68  | 126 | 96 | 144 | 72  | 195 | 74  | 114 | 124 | 140 | 96 | 168 | 80  | 186 |
| n    | 81  | 82  | 83  | 84  | 85  | 86  | 87  | 88  | 89 | 90  | 91  | 92  | 93  | 94  | 95  | 96  | 97 | 98  | 99  | 100 |
| σ(n) | 121 | 126 | 84  | 224 | 108 | 132 | 120 | 180 | 90 | 234 | 112 | 168 | 128 | 144 | 120 | 252 | 98 | 171 | 156 | 217 |

## Tulajdonságok

### Algebrai-számelméleti tulajdonságok

#### Értékeiprímhatványokra
Ha α>0 természetes szám és p∈N prímszám, akkor
{\displaystyle \sigma (p^{\alpha })\ =\ {\frac {p^{\alpha +1}-1}{p-1}}}.
Ennek speciális eseteként
{\displaystyle \sigma (p)\ =\ {\frac {p^{2}-1}{p-1}}\ =\ p+1}.
A második egyenlőség a prímszám definíciójának is egyszerű következménye, hiszen egy p prímnek pontosan két osztója van: 1 és p, ezek összege p+1. Az első egyenlőség a számelmélet alaptételéből következik, ugyanis pα osztói pontosan a pβ alakú számok, ahol 0≤β≤α és β∈N; tehát az osztók rendre 1, p, p2, …, pα, egy α+1 tagú, 1 kezdőelemű és p hányadosú mértani sorozat elemei, melynek összegképlete pont a fent írt egyenlőséget adja.

#### Kanonikus kiszámítási mód
A multiplikativitást és az előző tulajdonságot felhasználva, az argumentum kanonikus alakja ismeretében a szigmafüggvényt kiszámító képlet adható. Eszerint ha az n>1 természetes szám prímtényezőkre bontása (kanonikus alakja)
{\displaystyle n\ =\ p_{1}^{\alpha _{1}}p_{2}^{\alpha _{2}}...p_{g}^{\alpha _{g}}\ =\ \prod _{i=1}^{g}p_{i}^{\alpha _{i}}} (α1, …, αg, g ∈N+ és p1, …, pg prímszámok);
akkor érvényes:
{\displaystyle \sigma (n)=\left(p_{1}^{0}+p_{1}^{1}+...p_{1}^{\alpha _{1}}\right)\left(p_{2}^{0}+p_{2}^{1}+...p_{2}^{\alpha _{2}}\right)...\left(p_{g}^{0}+p_{g}^{1}+...p_{g}^{\alpha _{g}}\right)=}
{\displaystyle =\prod _{i=1}^{g}\sum _{j=0}^{\alpha _{i}}p_{i}^{j}=\prod _{i=1}^{g}{\frac {p_{i}^{\alpha _{i}+1}-1}{p_{i}-1}}}.

#### Multiplikativitás
(Gyengén) multiplikatív, azaz relatív prím számok szorzatán felvett értéke a számokon felvett értékek szorzata. Formálisan:
{\displaystyle \forall a,b\in \mathbb {Z} :\ \left(\ \ \left(a,b\right)=1\ \Rightarrow \ \sigma (ab)=\sigma (a)\cdot \sigma (b)\ \right)}
Például:
- a=4, és σ(4) = 7;
- b=15, és σ(15) = 24;

(lásd az Értékei kis számokra c. táblázatot)
A két szám szorzata: 4·15 = 60, valamint σ(60) = 1+2+3+4+5+6+10+12+15+20+30+60 = 168, ami pontosan 7·24.
Ez a tulajdonság a számelmélet alaptételének egyszerű következménye. Jelölje Σ, ahogy szokásos, egy számhalmaz vagy elemrendszer elemeinek összegét. Ekkor:
1. Ha a vagy b nulla, akkor szorzatuk is nulla, a függvény szorzatukon felvett értéke is nulla; ugyanakkor a függvény legalább egyikükön (a nulla értékűn) felvett értéke is nulla, így ez esetben az állítás igaz. Feltehető, hogy a,b>0.
2. Jelölje A az a osztóinak halmazát, B a b osztóinak halmazát; C az ab osztóinak halmazát; ekkor a számelmélet alaptételének egyik következménye szerint relatív prím számok szorzatának osztói a tényezők osztóinak szorzatai; a szorzás disztributivitása alapján pedig ekkor Σ(A)Σ(B) = (a1+…+aj)(b1+…+bk) = a1Σ(B)+…+ajΣ(B) = {a1y | y∈B}+…+{ajy | y∈B} = Σ{xy|x∈A, y∈B} = ΣC = σ(ab). ■

#### A szigmafüggvény által felvett értékek osztályzása
σ(n) akkor és csak akkor 2-hatvány, ha n=1, vagy n különböző Mersenne-prímek szorzata (Sierpiński 1958–59, Sivaramakrishnan 1989, Kaplansky 1999). A függvény értéke akkor és csak akkor páratlan, ha n négyzetszám vagy négyzetszám kétszerese. Subarao egy 1974-es eredménye szerint
nσ(n) ≡ 2 (mod φ(n))
akkor és csak akkor, ha n prím, vagy ha 4, 6, vagy 22.

### Analitikus tulajdonságok
A szigmafüggvény növekedése szabálytalan (nem monoton, nem csak az argumentum nagyságától függ, hanem annak multiplikatív szerkezetével (prímfelbontás) is erős kapcsolatban áll).

#### Alulról korlátos
A szigmafüggvény triviálisan alulról korlátos és alsó határa 0, hiszen értéke bármely nemnegatív argumentumra nemnegatív, és a 0-t az n = 0 esetben fel is veszi. Vagyis
min(R(σ(n))) = 0.
(A fentiek következményeképp inf(R(σ(n))) = 0.)

#### Felülről nem korlátos
A függvény felülről nem korlátos, hiszen minden n természetes számra teljesül n ≦ σ(n) (lásd a következő bekezdést). Ha most K akármilyen valós szám és N tetszőleges, nála nagyobb természetes szám (ilyen az arkhimédeszi axióma alapján létezik), akkor K < N ≦ σ(N), így σ nem felülről korlátos.

#### Az argumentumnál nagyobb
Egyszerű tulajdonság, hogy σ(n)≥n+1, amennyiben n≥2. Ugyanis maga n és 1 mindig két különböző osztója n-nek, ha n≥2, és így, ha A-val jelöljük az ezektől különböző osztók összegét (A≥0), akkor n>2-re σ(n)=1+A+n≥n+1. Szemléletesen ez azt jelenti, hogy a függvénygrafikon az n→n+1 „diszkrét egyenes fölötti síkrészbe esik”. Megjegyezzük, hogy ha n<2, akkor σ(n)=n, vagyis minden természetes számra csak a fenti állításnál „kevesebbet mondó” n≤σ(n) egyenlőtlenség igaz.

#### Grönwall tétele
A szigmafüggvény növekedését nagy vonalakban a következő határértékkel jellemezhetjük:
{\displaystyle \limsup _{n\rightarrow \infty }{\frac {\sigma (n)}{n\ \log \log n}}=e^{\gamma }}.
ahol {\displaystyle \gamma } az Euler–Mascheroni-állandó. Ezt a tételt Thomas Hakon Grönwall tette közzé 1913-ban. Srínivásza Rámánudzsan tőle függetlenül egy hasonló, de gyengébb eredményt fedezett fel.

#### Értékei összege és átlaga
{\displaystyle \sum _{n=1}^{x}\sigma (n)={\frac {\pi ^{2}}{6}}x^{2}+O(x\log x)}
és itt {\displaystyle O(x\log x)} helyett már nem írhatunk {\displaystyle o(x\log \log x)}-et.
Erdős, Bateman, Pomerance és Straus 1980-ban publikált eredményei szerint az n szám osztói átlagának, vagyis az
{\displaystyle A(n)\ :=\ {\frac {\sigma (n)}{d(n)}}}
függvény folytonos összegére érvényesek a következő aszimptotikus egyenlőségek:
{\displaystyle S_{A}(x)\ :=\ \sum _{n\leq x}A(n)\ \sim \ cx^{2}(\log x)^{-{\frac {1}{2}}}},
ahol c egy, a cikkben meghatározott konstans; míg
{\displaystyle M_{A}(x)\ :=\ \sum _{A(n)\leq x}1\ \sim \ \lambda x\log x},
ahol λ szintén egy, a szerzők által megadott állandó.

#### A szigmafüggvény és a Riemann-zétafüggvény
Több tételt (Robin tétele, Lagarias tétele) sikerült bizonyítani a szigmafüggvény növekedésének és a Riemann-sejtés érvényességének kapcsolatáról, ezeket ld. ott.

## Számok számelméleti osztályzása a szigmafüggvény értékei alapján

### Tökéletes és barátságos számok
Rengetegféle számosztályt vizsgáltak, közülük sokat komolyabb eredmények nélkül, melyek megkülönböztetése elemeiknek a szigmafüggvény által felvett értékei különbségén vagy azonosságán alapul.
Tökéletes számok például azok, melyeken a szigmafüggvény értékként pontosan a szám kétszeresét veszi fel (n tökéletes, ha σ(n)=2n). Azokat a számokat, ahol az osztóösszeg kisebb a szám kétszeresénél, hiányos számoknak nevezzük, amelyeknél pedig nagyobb, azokat bővelkedő számoknak.
Azokat a számpárokat, amelyekre igaz, hogy az egyik szám osztóinak összege a másik számmal egyenlő (és fordítva) barátságos számoknak hívjuk. Ezek az elnevezések (tökéletes szám, barátságos számok) mind az ókori görögöktől származnak, akik az ilyen számoknak különleges jelentőséget tulajdonítottak.

### Még tökéletesebb és nem-annyira-tökéletes számok
Majdnem tökéletes számoknak nevezzük azon hiányos számokat, amelyek osztóösszege csak 1-gyel marad el kétszeresüktől (azaz: valódi osztóik összege eggyel kevesebb náluknál maguknál). Egyszerű számolás (ld. a prímhatványok osztóösszegére vonatkozó képletet) mutatja, hogy minden kettőhatvány majdnem tökéletes, de nem tudjuk, rajtuk kívül vannak-e majdnem tökéletes számok.
Kvázitökéletes számok azok a bővelkedő számok, melyek osztóösszege 1-gyel több, mint kétszeresük, azaz valódi osztóik összege 1-gyel több, mint önmaguk. Nyitott probléma, hogy létezik-e akár egyetlen kvázitökéletes szám is, azt tudjuk, hogy 1035 alatt nem található ilyen.
Többszörösen tökéletes számok: m-szeresen tökéletes (vagy m-szeresen multiperfekt számok) számok azon n-ek, melyekre σ(n)=mn. A tökéletes számok kétszeresen tökéletesek. Léteznek háromszor tökéletes számok is, mint például 120. Léteznek négyszeresen, ötszörösen, hatszorosan és hétszeresen tökéletes számok is. A legnagyobb ismert multiperfekt szám kb. 1346-jegyű.

## Általánosítások
Leggyakrabban előforduló általánosítása az osztóhatványösszeg-függvény, mely a független változó osztói r-edik hatványainak összege (r valós szám):
{\displaystyle \sigma _{r}(n)\ :=\ \sum _{\begin{matrix}{d|n}\\{1\leq d\leq n}\end{matrix}}d^{r}}
A függvény σm(n) jelű m-edik iteráltját is vizsgálták:
σm(n) = σ(σ(…(σ(n))…))
(m-szer)
Lehetséges más konkrét algebrai struktúrákban, például kommutatív grupoidokban, félcsoportokban vagy – a legérdekesebb esetként – gyűrűkben is rákérdezni egy adott (x) elemet „osztó” más (y) elemek (az x=dy egyenlet megoldásai, ahol y és d ismeretlenek) összegére. Akadt már egy 1961-es kísérlet a függvény bevezetésére például a Gauss-egészek körében a következő módon: legyen {\displaystyle z=\epsilon \prod _{i=1}^{s}p_{i}^{\alpha _{i}}} olyan Gauss-prímfelbontása a z Gauss-egésznek, ahol ε egység, pi pedig mind az I. síknegyedbe eső prímek (tehát képzetes és valós részük egész együtthatói is nemnegatívak). A z=1 esetében félkanonikus felbontásról van szó, ahol az összes Gauss-egészekbeli prím szerepel, de 0 kitevővel. Ez esetben
{\displaystyle \mathbb {G} {\mathcal {n}}\left\{0\right\}\rightarrow \mathbb {G} ;\ \sigma (z)\ :=\ \prod _{i=1}^{s}{\frac {p_{i}^{\alpha _{i}+1}-1}{p_{i}-1}}}.
A definíció 1-re a σ(1) = 1 értéket adja. Ez azért is jó általánosítás, mivel megőrzi a multiplikativitást.